# Dong Fang Hong (satélite)
Dong Fang Hong (DFH) foi a designação de uma série de satélites de comunicações chineses dedicados principalmente a fornecer serviços de comunicações militares e civis. O Dong Fang Hong 1, lançado com sucesso ao espaço no dia 24 de abril de 1970, se tornou o primeiro satélite da República Popular da China. A grande maioria dos satélite DFH foram colocados em órbita geoestacionária.

## Satélites
| Satélite | Fabricante | Data do lançamento     | Veículo de lançamento | Estado    | Nota                                           |
| -------- | ---------- | ---------------------- | --------------------- | --------- | ---------------------------------------------- |
| DFH-1    |            | 24 de abril de 1970    | Longa Marcha 1        | Inativo   | [ 1 ]                                          |
| DFH-2 1  |            | 29 de janeiro de 1984  | Longa Marcha 3        | Inativo   | Também conhecido por STTW-T1                   |
| DFH-2 2  |            | 8 de abril de 1984     | Longa Marcha 3        | Inativo   | Também conhecido por STTW-T2                   |
| DFH-2A 1 |            | 1 de fevereiro de 1986 | Longa Marcha 3        | Inativo   | Também conhecido por STTW-1                    |
| DFH-2A 2 |            | 7 de março de 1988     | Longa Marcha 3        | Inativo   | Também conhecido por STTW-2, ZX-1 e Chinasat 1 |
| DFH-2A 3 |            | 22 de dezembro de 1988 | Longa Marcha 3        | Inativo   | Também conhecido por STTW-3, ZX-2 e Chinasat 2 |
| DFH-2A 4 |            | 4 de fevereiro de 1990 | Longa Marcha 3        | Inativo   | Também conhecido por STTW 4, ZX-3 e Chinasat 3 |
| DFH-2A 5 |            | 28 de dezembro de 1991 | Longa Marcha 3        | Fracassou | Também conhecido por STTW-5, ZX-4 e Chinasat 4 |
| DFH-3 1  | CAST       | 29 de novembro de 1994 | Longa Marcha 3A       | Inativo   | [ 4 ]                                          |
| DFH-3 2  | CAST       | 11 de maio de 1997     | Longa Marcha 3A       | Inativo   | Também conhecido por ZX-6 e Chinasat 6         |